# Chemin de Ceinture-du-Lac-Inférieur
Le chemin de Ceinture-du-Lac-Inférieur est une voie située dans le 16e arrondissement de Paris, en France.

## Situation et accès
Le chemin est situé dans le bois de Boulogne, à l'ouest de la porte de la Muette.

## Origine du nom
La voie borde le lac Inférieur du bois de Boulogne.

## Historique

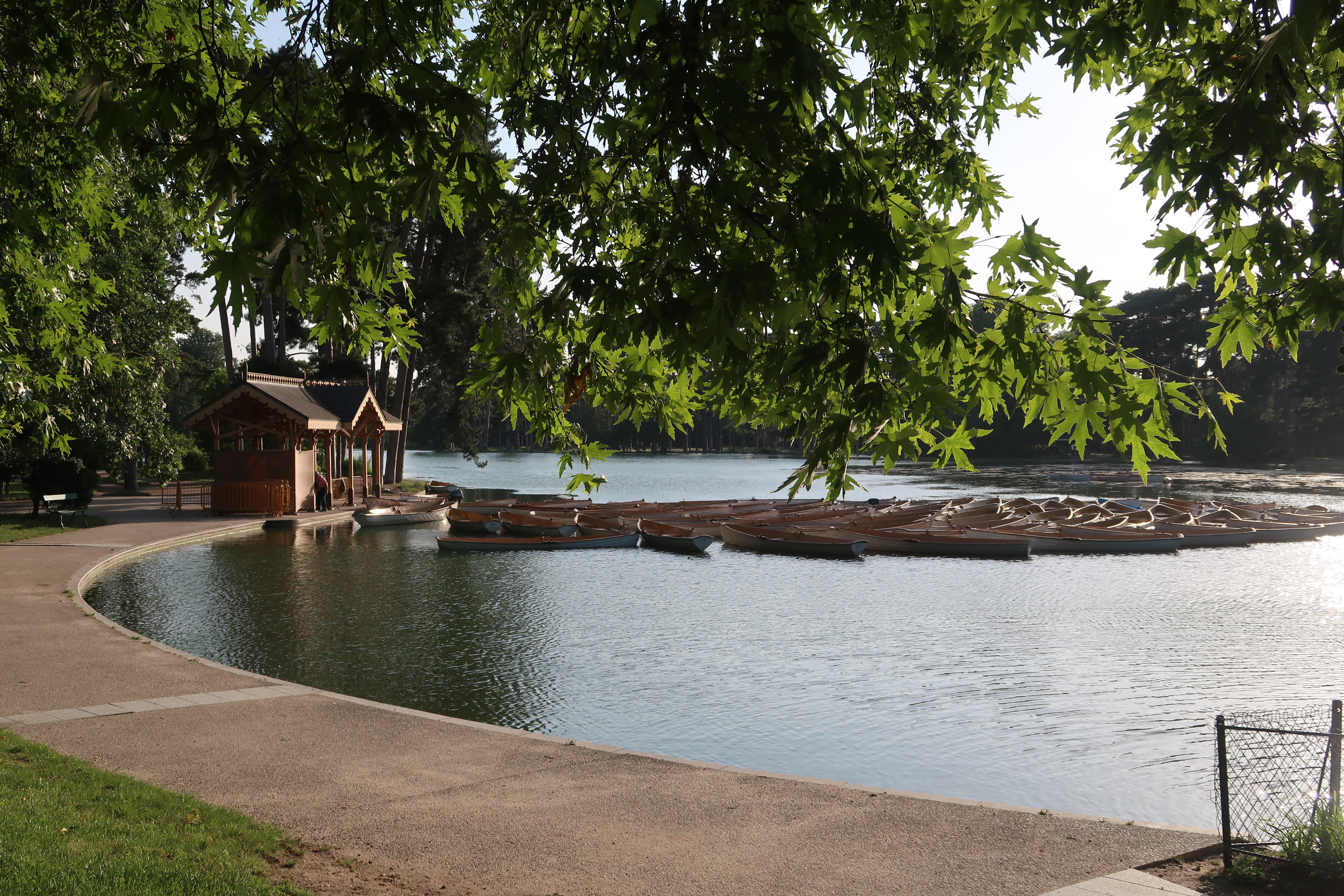
Barques au bord du lac.
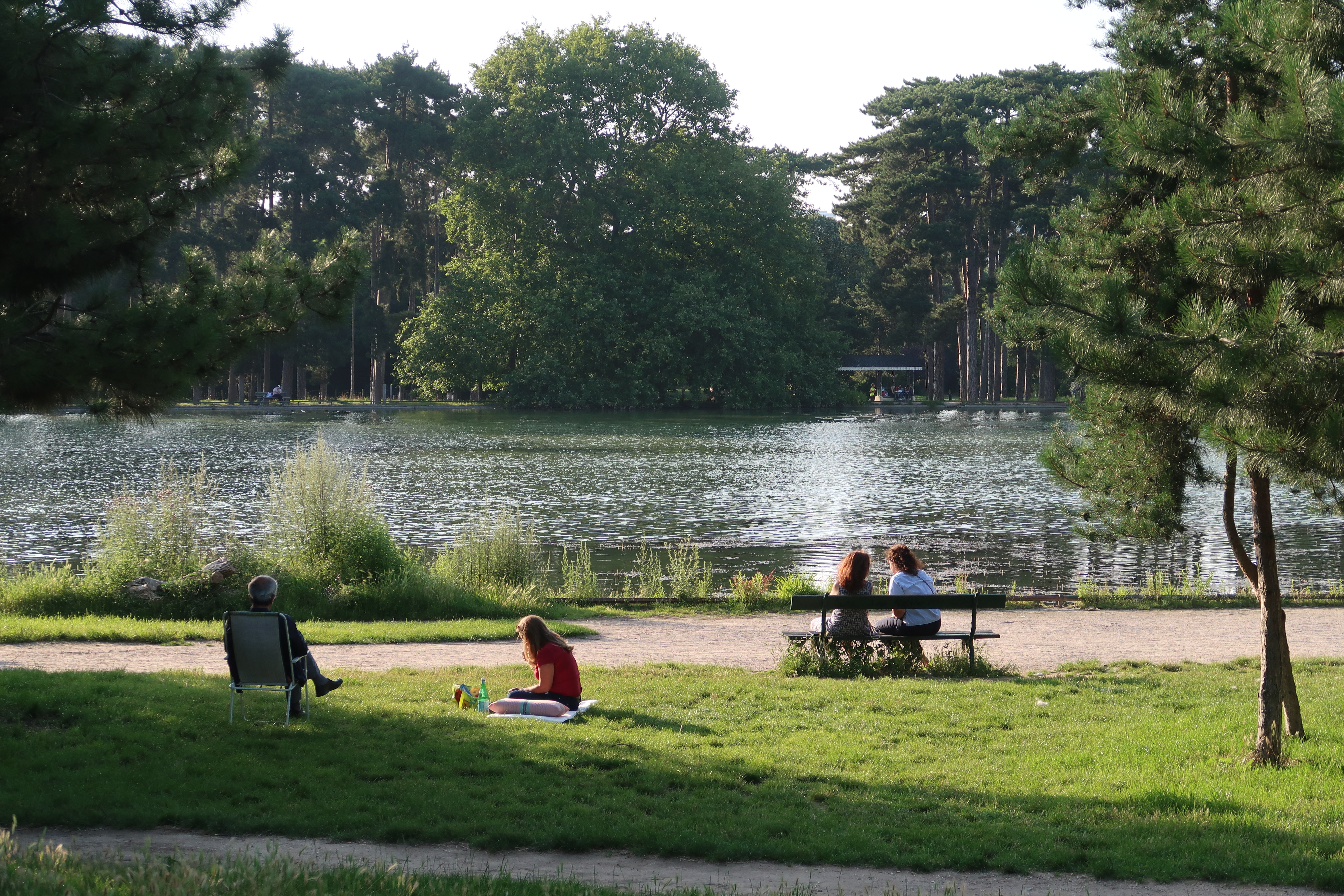
Banc.
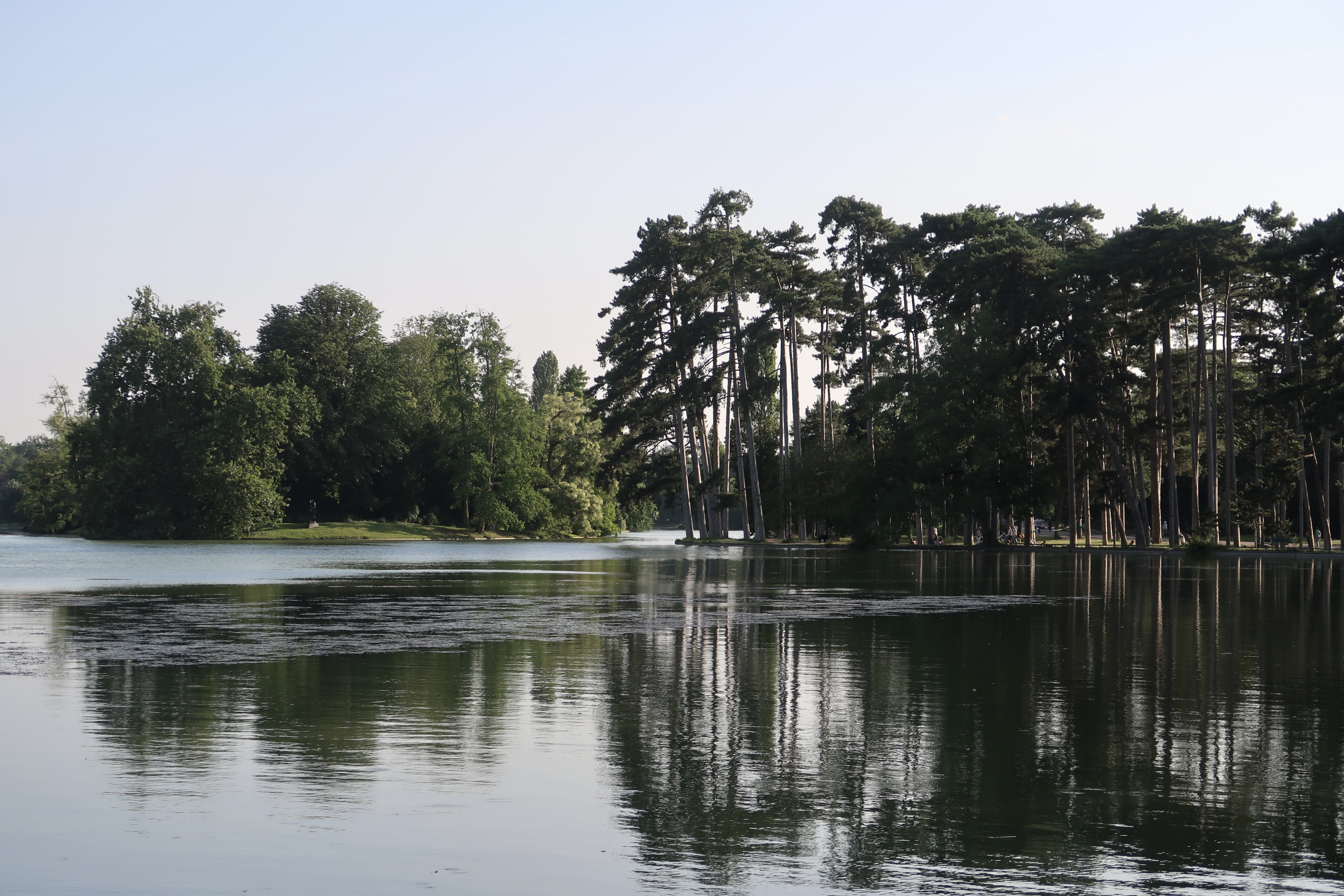
Vue du lac.